# Spanyol Kommunista Párt
Spanyol Kommunista Párt egy spanyol marxista-leninista párt, amely 1921-ben alapult meg, 1986 óta pedig az Egyesült Baloldal részeként működik. 

## Története

### Alapítása
1921-ben alapították meg a pártot, a Spanyol Szocialista Munkáspártból kivált azon csoport, amely nem értette egyet a párt szociáldemokrata fordulatával. Ez a fordulat ugyanis azt jelentette, hogy nem akartak belépni a Lenin által alapított Kominternbe. A pártot 1931-ben legalizálták először a Második Spanyol Köztársaság kihirdetése után. 

### Az 1930-as években
A párt komoly támogatottságra tett szert az 1936-as spanyolországi puccs előtt, ezt követően kitört a spanyol polgárháború. A polgárháború alatt a pártnak meghatározó szerepe volt, a köztársaságpártiak oldalán állt. 
A háborút a köztársaságiak elvesztették és a Spanyol Kommunista Párt illegalitásba került, a Franco-korszak alatt. A francoista korszak alatt a párt vált a rendszer legfőbb ellenzéki erejévé. A párt ekkoriban legfőbb értéknek a demokrácia visszaállítását tartotta, ezzel számos olyan baloldali spanyolt is megszólítottak, akik nem vallották magukat kommunistának. A párthoz a diktatúra első éveiben az emigrációban – főleg Franciaországban – élő spanyol kommunista militánsok is csatlakoztak, akik harcoltak a spanyol köztársaságért.

### A Franco-korszakban
Évek után a militánsok befolyása csökkent a pártban és a párt a militáns stratégiát háttérbe szorította. Ehelyett a szakszervezetiség felé kezdett közeledni, hogy a falangista rendszer hivatalos munkás szakszervezetét, a Vertikális Szakszervezet tagságától átcsábítson embereket. A Spanyol Kommunista Párthoz számos új munkás csatlakozott titokban, hiszen az egyetlen olyan politikai szervezetet látták bennük, akik demokráciát vissza tudnák állítani. 1960-ban a párt elnöke Santiago Carrillo lett.
1960-as évek elejére így alakult a párt hatására, az OSO (Oposición Sindical Obrera) Ellenzéki Munkás Szakszervezet , melynek első bázisai Asztúriában, Katalóniában és Madridban emellett Baszkföldön belül Gipuzkoa és Bizkaia tartományokban jöttek létre. 1962-ben történt az asztúriai bányászok tömeges sztrájkja, ami egyben az egyik legnagyobb demonstráció volt a francoista rendszer ellen. 
A párt így társadalmi bázisát tudta növelni, ám a tagok a párttagságukkal a börtönt kockáztatták. 1972-re már kezdtek megalakulni a párthoz közel álló Munkásbizottság szakszervezet, amelynek vezetőit 1972-ben börtönbüntetésre ítélték, majd 1975-ben amnesztiát kaptak. Carrillo pedig hátat fordított a leninizmusnak és az eurokommunizmus fele közeledett.
Az eurokommunizmus értelmében elfogadta a párt a liberális demokrácia értékét és az alkotmányos monarchia létét. 

### Spanyolország demokratikus átmenete óta
Franco 1975. november 20-án bekövetkezett halála után, az ország elindult a demokratizálódás útja felé. Ám eleinte a Spanyol Kommunista Párt helyzetével az Adolfo Suarez által vezetett kormány nem mert foglalkozni. A helyzeten az 1977-es atochai mészárlás változtatott, amikor szélsőjobboldali terroristák a Munkásbizottság irodájába betörve kivégezték és súlyosan megsebesítették az ott tartózkodó jogászokat. 1977. április 9-én a pártot törvényessé nyilvánították, így elindulhatott az 1977-es évtizedek utáni első, szabad választáson, ahol 9.3%-ot ért el, ezáltal  a harmadik legnagyobb politikai párttá vált.
1986 óta a párt az Egyesült Baloldal része.

## Ideológiája
A párt eleinte a kommunizmust tartotta legfőbb ideológiájának és a marxista-leninista vonalat követte. A spanyol államot köztársaságban képzelte el és ellenezte a monarchiát. A párt 1976-ban áttért az eurokommunizmus eszméje felé. Miután a párt akkori elnöke Santiago Carrillo találkozott Georges Marchais , a francia és Enrico Berlinguer , Olasz Kommunista Párt főtitkárral. A párt magát szekuláris, laicista, feminista ideológiájúként jellemzi. 